# Guise
Guise je naselje in občina v severnem francoskem departmaju Aisne regije Pikardije. Leta 1999 je naselje imelo 5.901 prebivalca.

## Geografija
Kraj se nahaja na meji med pokrajinama Vermandois in Thiérache ob reki Oise in kanalu Sambre-Oise, 40 km severno od središča departmaja Laona.

## Administracija
Guise je sedež istoimenskega kantona, v katerega so poleg njegove vključene še občine Aisonville-et-Bernoville, Audigny, Bernot, Flavigny-le-Grand-et-Beaurain, Hauteville, Iron, Lavaqueresse, Lesquielles-Saint-Germain, Macquigny, Malzy, Marly-Gomont, Monceau-sur-Oise, Noyales, Proisy, Proix, Romery, Vadencourt in Villers-lès-Guise z 11.305 prebivalci.
Kanton je sestavni del okrožja Vervins.

## Zanimivosti
- Nad krajem se nahaja trdnjava, ostanek utrdb severne Francije iz časa Guiških vojvodov, močno poškodovana med prvo svetovno vojno, v času bitke za Saint-Quentin leta 1914. V spomin na ta dogodek se v kraju nahaja spomenik V. francoski armadi. Trdnjava je na seznamu francoskih zgodovinskih spomenikov od leta 1924.
- cerkev sv. Petra in Pavla, na seznamu od leta 1927,
- Familistère (mesto druženja), delo francoskega industrialca in utopičnega socialista Andréja Godina (1817-1888), na seznamu od leta 1991,
- kip francoskega revolucionarja Camilla Desmoulinsa (1760-1794).